# Le Pavé du Plessis
Le Pavé du Plessis anciennement Pavé du Domaine du Plessis est une marque commerciale apposée sur un fromage industriel de lait cru de vache produit par la Fromagerie du Plessis propriété de la famille d'industriels laitiers Graindorge dans l'ouest du département de l'Eure à Noards en Normandie.

## Histoire de la fromagerie
La fromagerie du Plessis fut fondée à Noards dans l’Eure en 1935 par Monsieur et Madame Launay, agriculteurs et producteurs de fromage fermier de pont-l'évêque. 
Après la guerre de 39-45, ils cessent leur activité agricole mais conservent et développent la fromagerie et l'offre en types de fromages.
La fromagerie du Plessis, après rachat à la famille Launay, appartient aujourd'hui à l'agroindustriel Graindorge.

## Marketing
L'étiquette sérigraphiée actuelle fait apparaître comme « maître affineur » le nom de l'ancien propriétaire et fondateur de la Fromagerie du Domaine du Plessis.

## Description du fromage
C’est un fromage au lait cru de vache, à pâte molle non pressée, non cuite, affiné 2 ou 3 mois, de couleur jaune, de 50 % de matières grasses, d’un poids moyen de 500 grammes, qui se présente sous forme d’un carré de 11 à 12 cm de côté et de 5 cm d’épaisseur.